# Арто II де Форе

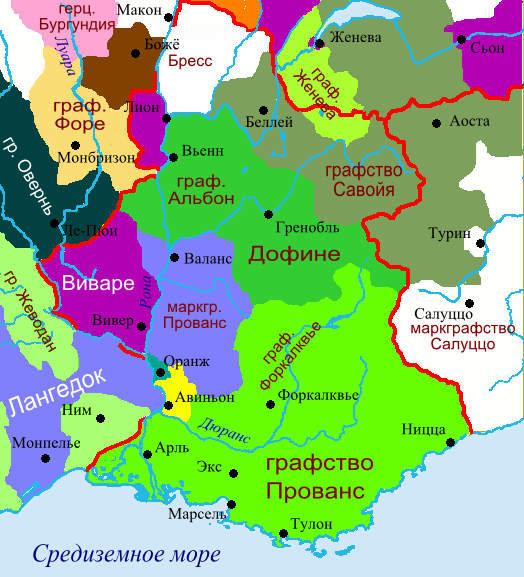
Графство Форе на карте Бургундии 1200 г.

Арто II (фр. Artaud II de Forez) (ум. 993, или 999, или 11 октября 1000) — граф Форе.
Сын графа Жеро де Форе и его жены Гимбургис.
Впервые в качестве графа упоминается в хартии от 1 июля 985/86 года.
В то время он уже был женат на Теутберге (Тиберж), чьё происхождение не выяснено. В некоторых исследованиях она названа Теутберга из Вьенна, дочь или племянница Карла Константина Вьеннского, сестра Гумберта Белая Рука, другая версия — дочь Жеро Лиможского. Известно трое их детей:
- Арто III (ум. до 1017), граф Форе
- Жеро (ум. после 1046), граф Форе
- Ротильда (упом. 1012).

После смерти Арто II его вдова Теутберга в 1001 году (или позже) вышла замуж за Понса — графа Жеводана, но тот с ней развёлся по неизвестной причине. В ответ на это сын Теутберги Арто III убил бывшего отчима, это произошло 26 февраля между 1011 и 1016 годами.